# 25e régiment d'infanterie (France)
Pour les articles homonymes, voir 25e régiment.
Le 25e régiment d'infanterie (25e RI) est un régiment d'infanterie de l'Armée de terre française créé sous la Révolution à partir du régiment de Poitou, un régiment français d'Ancien Régime.

## Création et différentes dénominations
- 1585 : levée du régiment Choiseul-Praslin
- 1616 : prend le nom de régiment d'Hostel
- 1682 : prend le nom de régiment de Poitou
- 1776 : Le régiment de Poitou est dédoublé. 
Les 1er et 3e bataillons conservent le titre, les drapeaux et le costume du régiment de Poitou. 
Les 2e et 4e bataillons forment le régiment de Bresse.
- 1er janvier 1791 : tous les régiments prennent un nom composé du nom de leur arme avec un numéro d’ordre donné selon leur ancienneté. Après avoir porté les numéros 15 puis 26, le régiment de Poitou devient le 25e régiment d'infanterie de ligne ci-devant Poitou.
- 1794 : Amalgamé il prend le nom de 25e demi-brigade de première formation
- 1796 : reformé en tant que 25e demi-brigade de deuxième formation
- 1803 : renommé 25e régiment d'infanterie de ligne
- 1814 : pendant la Première Restauration et les Cent-Jours, le régiment garde son numéro
- 16 juillet 1815 : comme l'ensemble de l'armée napoléonienne, il est licencié à la Seconde Restauration
- 11 août 1815 : création de la 1re Légion de la Manche
- 1820 : la 48e légion de la Manche est amalgamée et renommée 25e régiment d'infanterie de ligne
- 1871 : Reprend le nom de 25e régiment d'infanterie de ligne
- 1882 : Devient 25e régiment d'infanterie.
- 1914 : Le 2 août, met sur pied son régiment de réserve, le 225e Régiment d'Infanterie
- 1923 : Dissous (traditions gardées par le 8e RI).
- 1940 : 25e régiment d’infanterie.
- 1940 : Dissous.

## Chefs de corps
- 1771 : colonel Claude-Anne de Saint-Simon-Montblerú
- 1791 : colonel Charles Redon
- 1792 : colonel Nicolas Louis Auguste de Roure De Brisson
- 1794 : chef-de-brigade Claude Antoine de Préval (*)
- 1794 : chef-de-brigade Armand Baville (*)
- 1795 : chef-de-brigade Jean Baptiste Venoux
- 1799 : chef-de-brigade Simon Lefebvre (*)
- 1801 : chef-de-brigade Louis Victorin Cassagne (*)
- 1803 : colonel Louis Victorin Cassagne (*)
- 1807 : colonel Martin Francois Dunesme (*)
- 1812 : Organigramme : colonel Martin Francois Dunesme
  - 1er bataillon : chef de bataillon Camescasse ; effectif : 37 officiers et 752 hommes
  - 2e bataillon : chef de bataillon Lalande ; effectif : 16 officiers et 719 hommes
  - 3e bataillon : chef de bataillon Darriule ; effectif : 15 officiers et 740 hommes
  - 4e bataillon : chef de bataillon Evrard ; effectif : 17 officiers et 748 hommes
  - 5e bataillon : chef de bataillon Pothie ; effectif : 17 officiers et 741 hommes
- 1813 : colonel Jean Hyacinthe Sébastien Chartrand (*)
- 19 septembre 1813 : colonel Louis Florimond Fantin des Odoards (*)
- 1814 : colonel Jean-Joseph Gromety
- 1815-1821 (1e Légion de la Manche puis 25e de Ligne) : colonel Louis-Mathias de Jouette
- 1821-1830 : colonel baron Louis-Gabriel-Marie Du Bois D'Escordal
- 1830-1832 : colonel Ange-Pascal de Rossi (*)
- 1832-1840 : colonel René-François Boyer (**)
- 1840-1848 : colonel Louis-Marcel Drouets
- 1848-1852 : colonel Antoine-Achille d'Exéa-Doumerc (**)
- 1858-1863 : colonel Théodore de Floyd
- 1863-1870 : colonel Émile Armand Gibon (en) (*), commandeur de la Légion d'Honneur. Il est promu Colonel le 14 mars 1863 au 25e régiment d'infanterie. Pendant la guerre de 1870, il combat à partir du 16 août 1870 à Rezonville, Saint Privat, Servigny, Woippy et Landonchamps où il sert sous les ordres du Général De Marguenat qui est tué lors de ces combats. Le colonel Gibon est alors nommé le 25 septembre 1870 général de Brigade en remplacement du Général de Marguenat. Le 7 octobre 1870 il est gravement blessé en chargeant à la tête des 25e et 26e régiments de ligne. Il succombe à ses blessures le 19 octobre 1870. Son décès est enregistré sur les registres de la commune de Woippy, il est enterré au cimetière de Woippy où il repose depuis.

…
- 1872-1879 : colonel François-Eugène-Désiré Paillier (*)
- 1879-1886 : colonel Alfred Delavau (*)
- 1886-1890 : colonel Victor-Hippolyte Corréard
- 1890-1895 : colonel Marcelin-Hippolyte Vallat
- 1895-1903 : colonel Aristide-François-Marie Le Moniès de Sagazan
- 1903-1907 : colonel Victor-Pierre Fourrier
- 1908-mars 1912 : colonel Napoléon-Georges Duroisel (*)
- janvier 1914-mai 1915 : colonel Maurice-Émile-Eugène Vérillon (*)
- 1918 : lieutenant-colonel Pique
- 1920-? : colonel Henri-Edouard Eggenspieler

 (*) Officiers qui sont par la suite devenus généraux de brigade 
 (**) Officiers qui sont par la suite devenus généraux de division 
Chefs de corps tués et blessés durant leur commandement à la tête du 25e régiment d'infanterie de ligne :
- chef-de-brigade Venoux :  tué le 8 mai 1799 devant Acre
- colonel Cassagne :  blessé le 14 octobre 1806

Officiers tués et blessés durant leur service au 25e régiment d'infanterie entre 1804 et 1815 :
- Officiers tués : 14
- Officiers morts de leurs blessures :  12
- Officiers blessés :  115

## Historique des garnisons, combats et bataille du25eRI

### Ancien Régime
- Guerres de Religion 1585-1598
- Contre l'Espagne et l'Angleterre 1610-1630 "A l'attaque du pont de Garignan, Plessis-Praslin combattit à la française." Chroniques, 1630.
- Guerre de Trente Ans 1635-1648
- La Fronde 1649-1652
- Espagne 1653-1659
- Guerre de Dévolution 1667-1668
- Hollande 1672-1678 " Avec des gens comme vous on doit attaquer hardiment, parce qu'on est sûr de vaincre." Turenne, 1674.
- Ligue d'Augsbourg 1688-1697
- Succession d'Espagne 1701-1713
- Espagne 1719
- d’octobre 1720 à décembre 1721 : en Provence pour garder la ligne du Jabron et contenir l’épidémie de peste[1].
- Guerre de Succession d'Autriche 1740-1748 " Les troupes ont montré une valeur au-dessus de l'humanité ; Poitou s'est couvert de gloire." Prince de Conti, 1744.

### Révolution française et Premier Empire

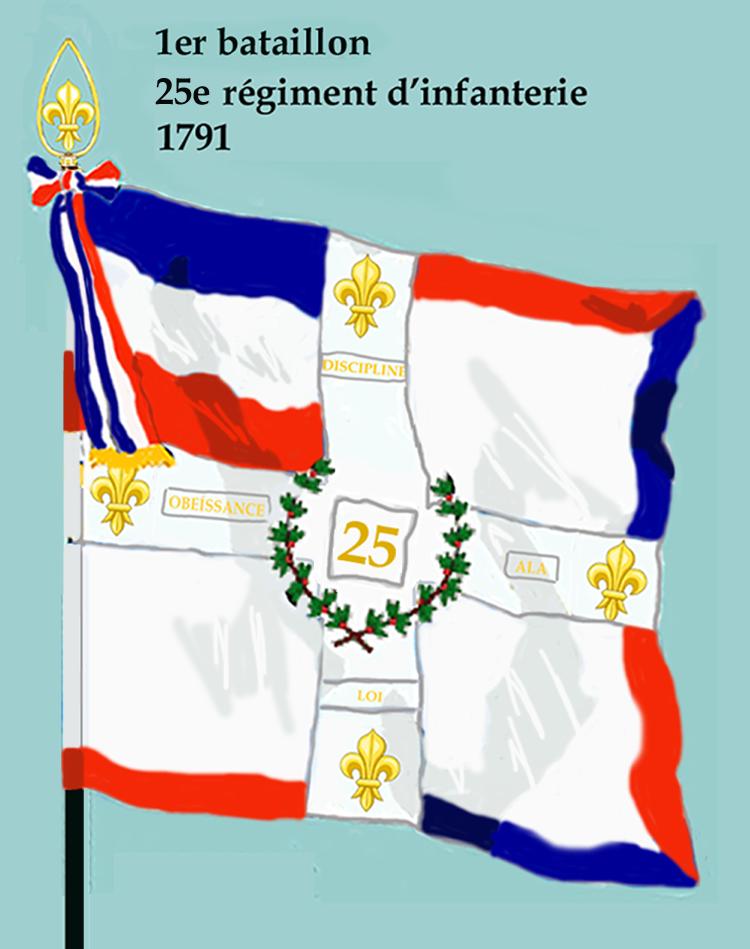
Drapeau du 1er bataillon du 25e régiment d'infanterie de ligne de 1791 à 1793
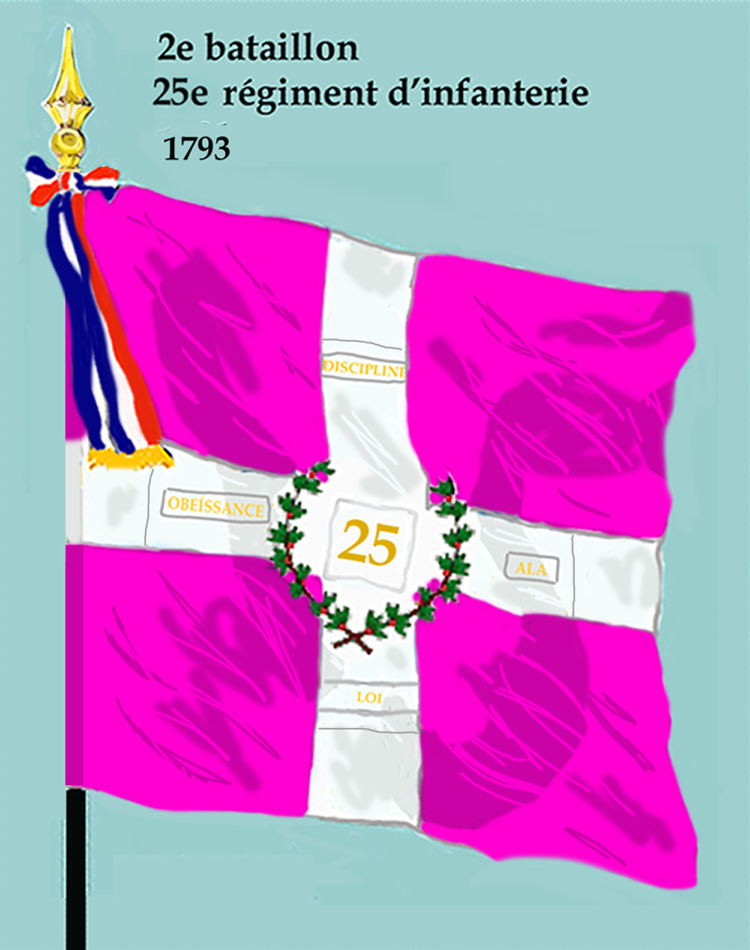
Drapeau du 2e bataillon du 25e régiment d'infanterie de ligne de 1791 à 1793

En 1791, le régiment de la Martinique, qui s'était révolté en 1790, était toujours retranché au fort Bourbon. Afin de débloquer la situation le régiment de la Guadeloupe, appelé pour combattre cette insurrection, se révolta également et alla rejoindre les insurgés.
 Les 2e bataillons des 31e, 34e et 58e régiment d'infanterie furent embarqués à Brest ainsi que le 2e bataillon du 25e embarqué à Nantes et débarquèrent en Martinique pour être employé contre les rebelles. Les 2e bataillons des 25e et 34e refusèrent d'agir contre les rebelles. Ils furent renvoyés en France et débarquèrent en juin à Rochefort et à Brest. Le 2e bataillon du 58e refusa quant à lui de débarquer et revint en juin à Brest .

- 1792 : Belgique  
  - Namur
- 1793 : Belgique   
  - Bataille de Neerwinden

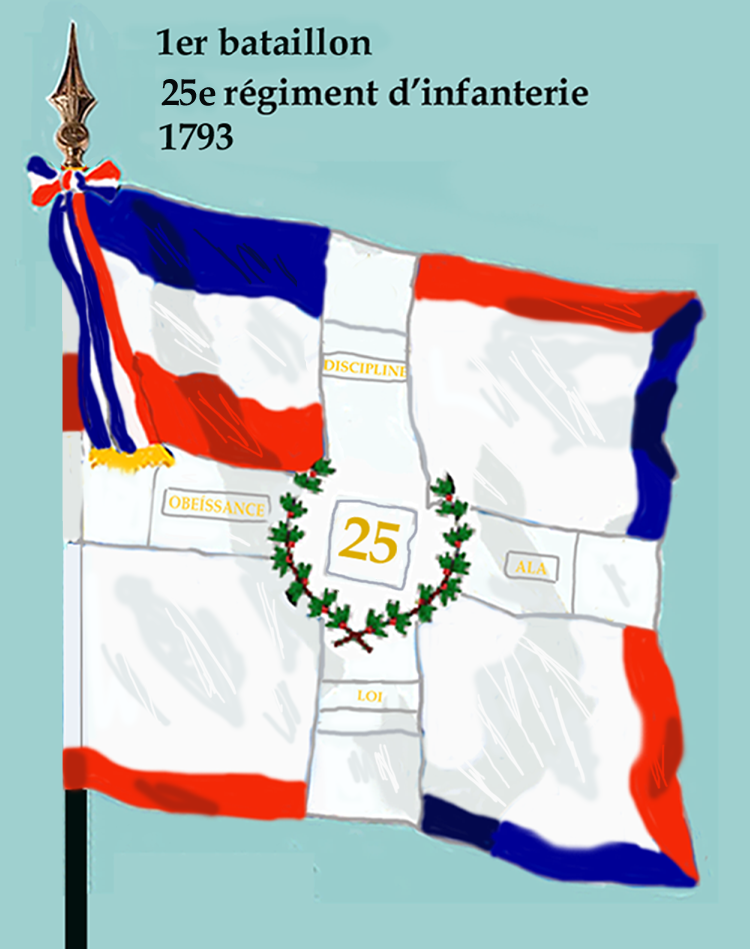
Drapeau du 1er bataillon du 25e régiment d'infanterie de ligne de 1793 à 1804
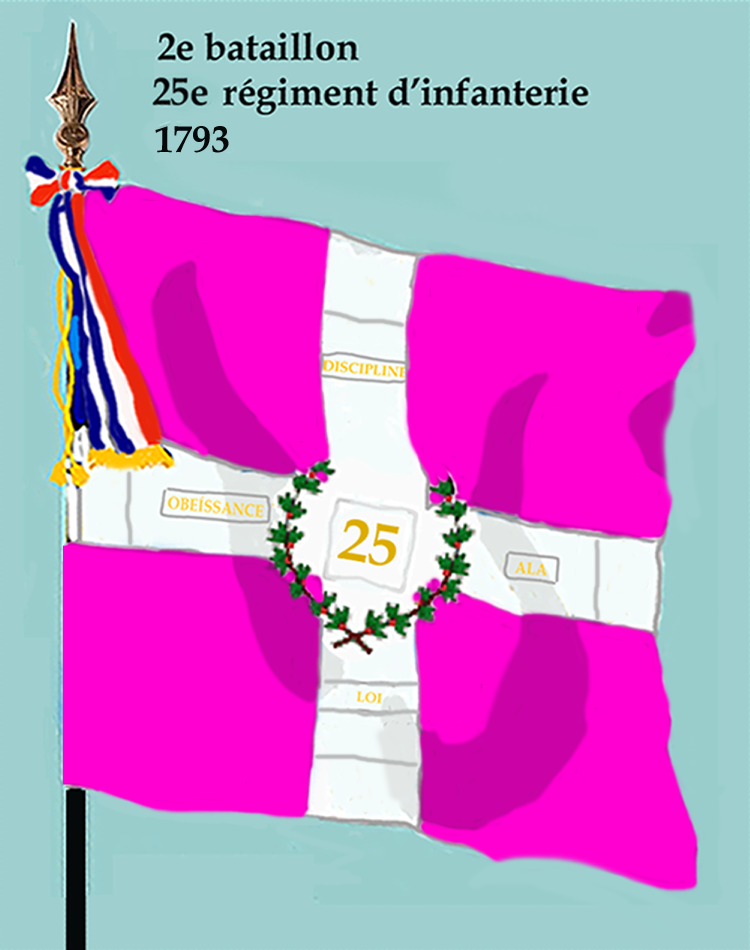
Drapeau du 2e bataillon du 25e régiment d'infanterie de ligne de 1793 à 1804

- 1794 : Armée du Nord
  - Lors du premier amalgame création de la 25e demi-brigade de première formation, formée des :
    - 1er bataillon du 13e régiment d'infanterie (ci-devant Bourbonnais)
    - 4e bataillon de volontaires du Doubs
    - 4e bataillon de volontaires du Jura

Cette formation est amalgamée en 1796 dans la 50e demi-brigade de deuxième formation.
- 1796 : Italie  
  - Reformé en tant que 25e demi-brigade de deuxième formation avec les :
    - 84e demi-brigade de première formation (2e bataillon du 42e régiment d'infanterie (ci-devant Limousin), 2e bataillon de volontaires du Cantal et 4e bataillon de volontaires de Rhône-et-Loire)
    - 101e demi-brigade de première formation (1er bataillon du 51e régiment d'infanterie (ci-devant La Sarre), 3e bataillon de volontaires des Bouches-du-Rhône et 6e bataillon de volontaires des Bouches-du-Rhône)
    - 1re demi-brigade provisoire de première formation ( 1er bataillon de volontaires de l'Ariège, 7e bataillon de volontaires de la Haute-Garonne, 9e bataillon de volontaires de la Drôme et 3e compagnie de grenadiers de la 26e demi-brigade de première formation)

  - Bataille de Loano
  - Bataille de Millesimo
  - Bataille du pont d'Arcole
  - 1797 : Italie  
    - Siège de Mantoue
    - Valvasonne

  - 1798 : Armée d'Orient (campagne d'Égypte) Malte, Alexandrie, Chebreiss et bataille des Pyramides. « J'ai été extraordinairement content des troupes de la 25e. » Général Vial, 1798.
  - 1799 :  Mont-Thabor, Saint-Jean d'Acre, Aboukir    Dupetit-Thouars, héros d'Aboukir, a débuté dans ce régiment.
  - 1800 :  Héliopolis
- Allemagne 1805-1810

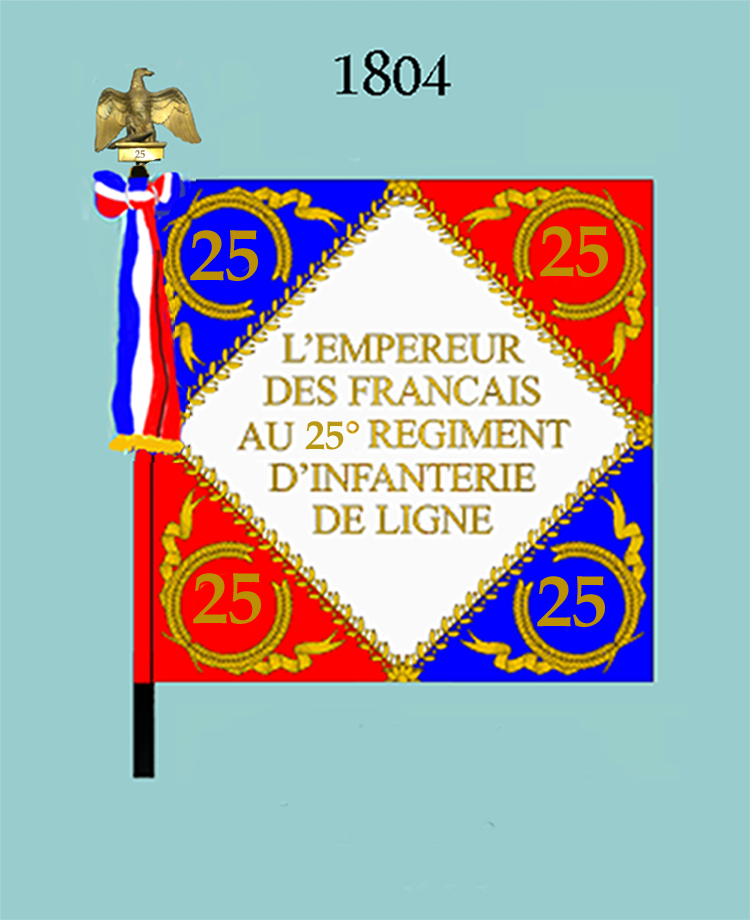
Drapeau modèle de 1804 (avers)
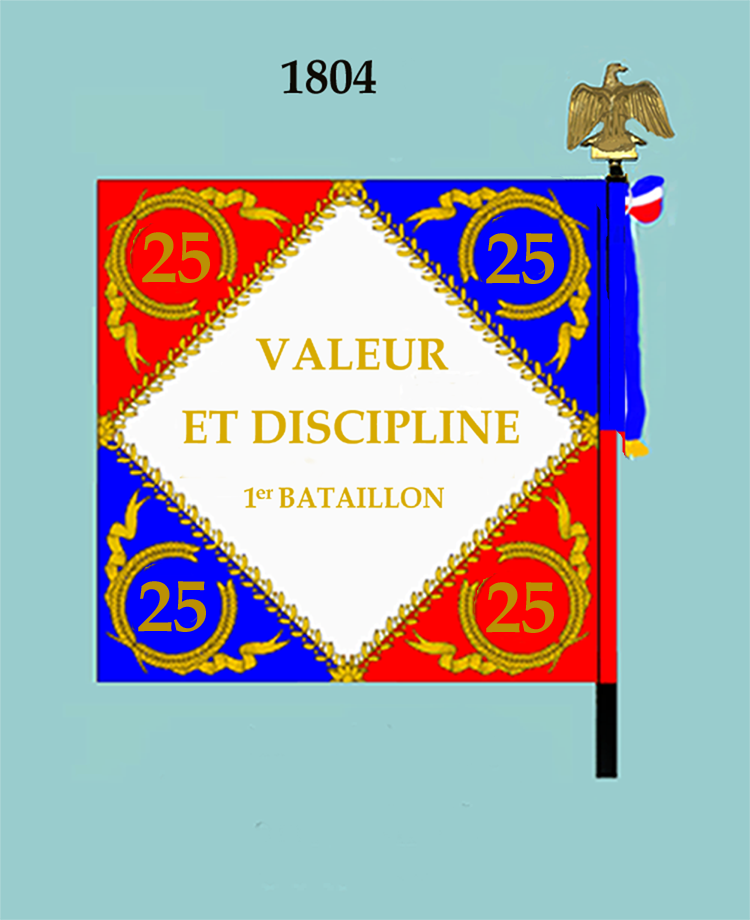
Drapeau modèle de 1804 (revers)

- - 1805 : 
    - Steyer
    - Bataille d'Austerlitz

  - 1806 :  
    - Bataille d'Auerstaedt

  - bataille de Pułtusk
  - 1807 :  
    - 8 février : Bataille d'Eylau

  - 1809 :  
    - Letshut
    - Bataille d'Eckmühl
    - Bataille de Ratisbonne
    - Bataille de Wagram

  - 1810 :  Ciudad-Rodrigo et Astorga
  - 1811 :  Carascal
    - Les 4 premiers bataillons du 25e RI font partie du corps d'observation de l'Elbe au sein de la 5e division du général Compans. Le 5e bataillon est en dépôt à Landrecies.

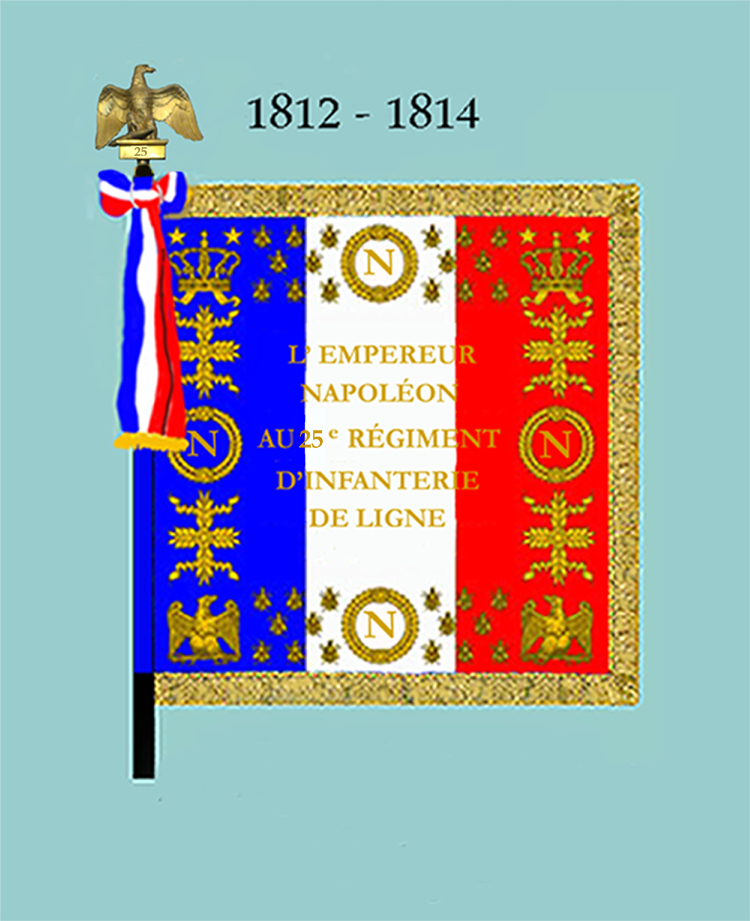
Drapeau modèle de 1812 (avers)
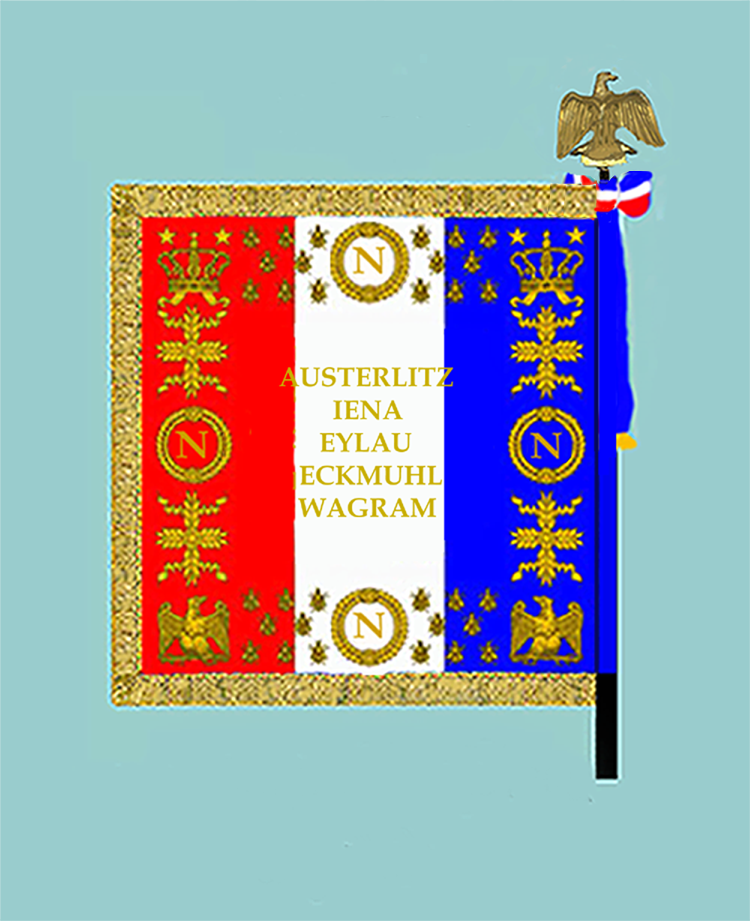
Drapeau modèle de 1812 (revers)

- Russie 1812
  - 1812 :  Dorogobouj, La Moskowa, Malojaroslawetz, Wisama, Krasnoï et Vilnius
    - 1er janvier : Le 25e RI est intégré à la 1re brigade du général Baron Duppelin (25e et 57e RI), toujours au sein de la 5e division. Le casernement est à Brême
    - 1er février : Départ de Brême pour Stettin
    - 10 mars : Arrivé à Stettin
    - 20 mars : Départ pour Marienwerder, où il est cantonné jusqu'au 10 mai.
    - 15 mai : Les bataillons sont dispersés en plusieurs cantonnements pour être réunis peu après à Mulhausen. La 5e division est affectée au 1er corps d'armée du maréchal Davout :
      - 1er bataillon à Mulhausen
      - 2e bataillon à Becklenhoff
      - 3e bataillon à Marienfeld
      - 4e bataillon à Weskenhof
      - 6e bataillon à Ponickrendork

    - 24 juin : Le 1er corps et donc le 25e RI franchissent le Niémen pour commencer la campagne de Russie
    - 25 juin : arrivé à Zismoty
    - 27 juin : arrivé à Jewe
    - 28 juin : arrivé à Vilnius
- Allemagne 1813
  - 1813 :  Dresde, Kulm et Leipzig (Bataille des Nations)
- France 1814
  - 28 mars 1814 : Bataille de Claye et Combat de Villeparisis
  - Paris
  - Anvers

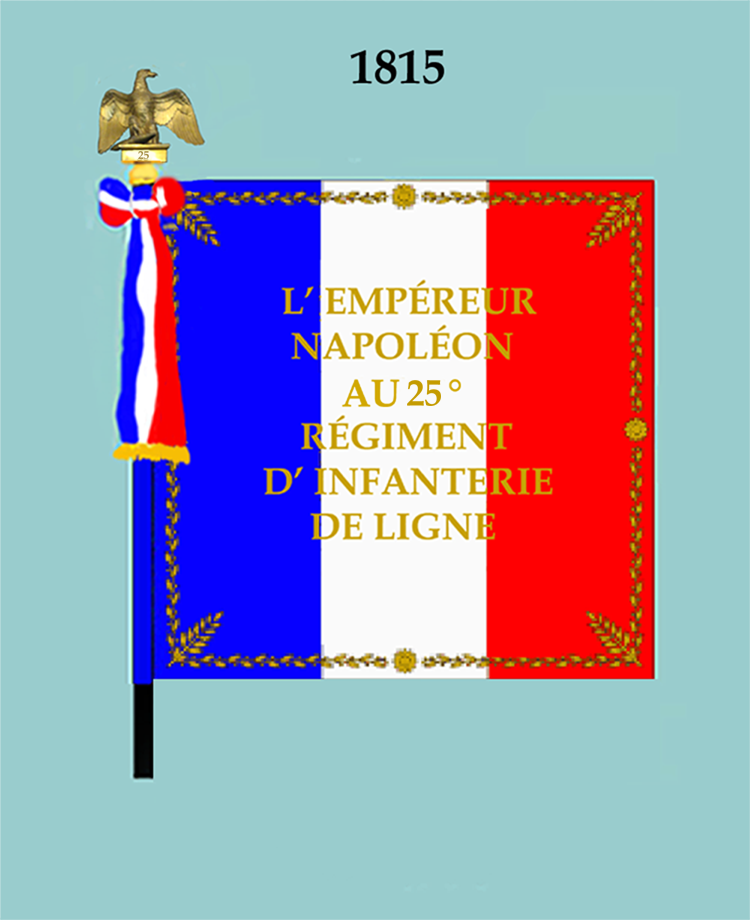
Drapeau modèle de 1815 (avers)
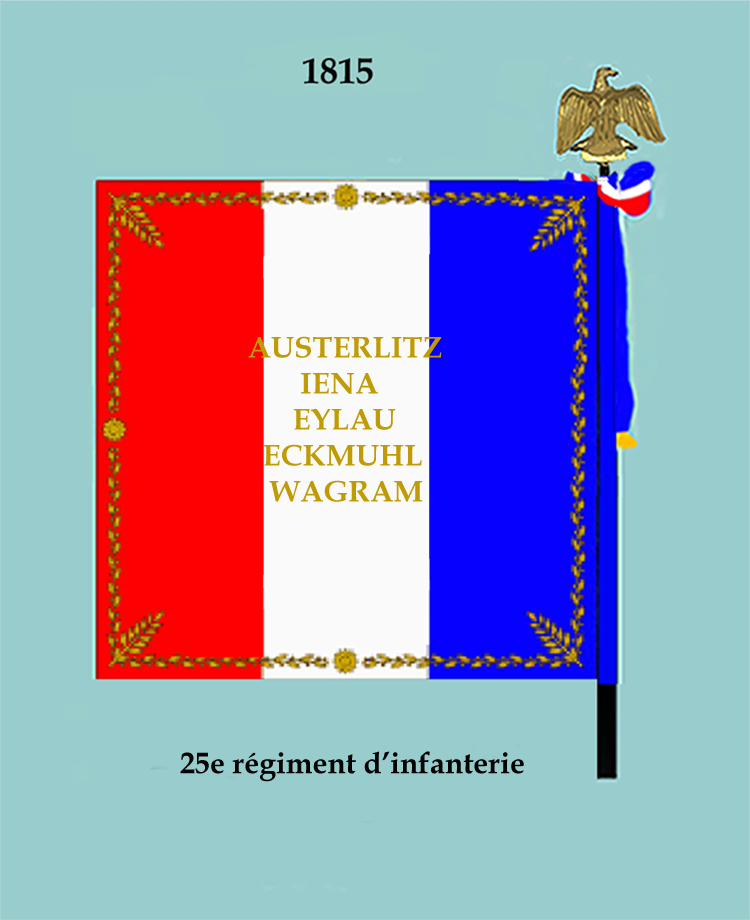
Drapeau modèle de 1815 (revers)

- Belgique 1815
  - 1815 :  Ligny, Waterloo

### 1815 à 1852

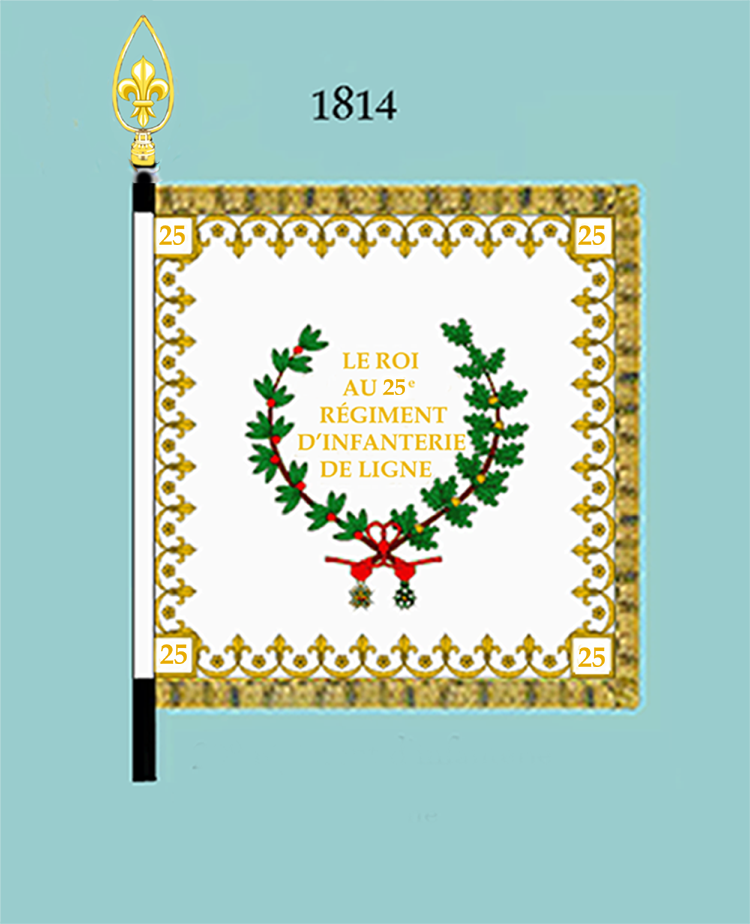
Drapeau modèle 1re Restauration (avers)
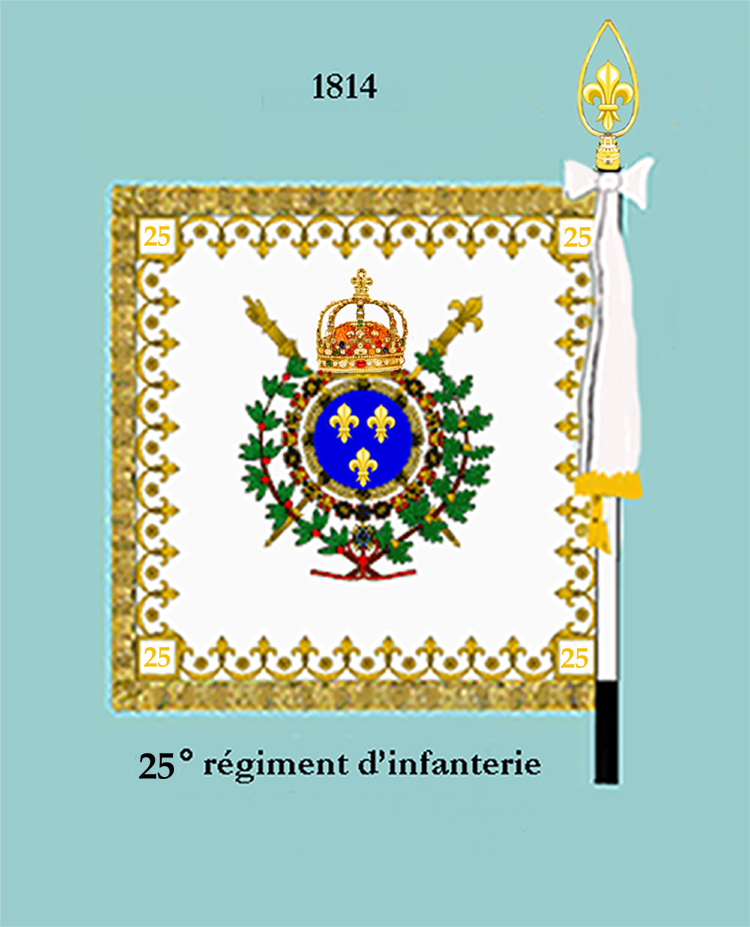
Drapeau modèle 1re Restauration (revers)
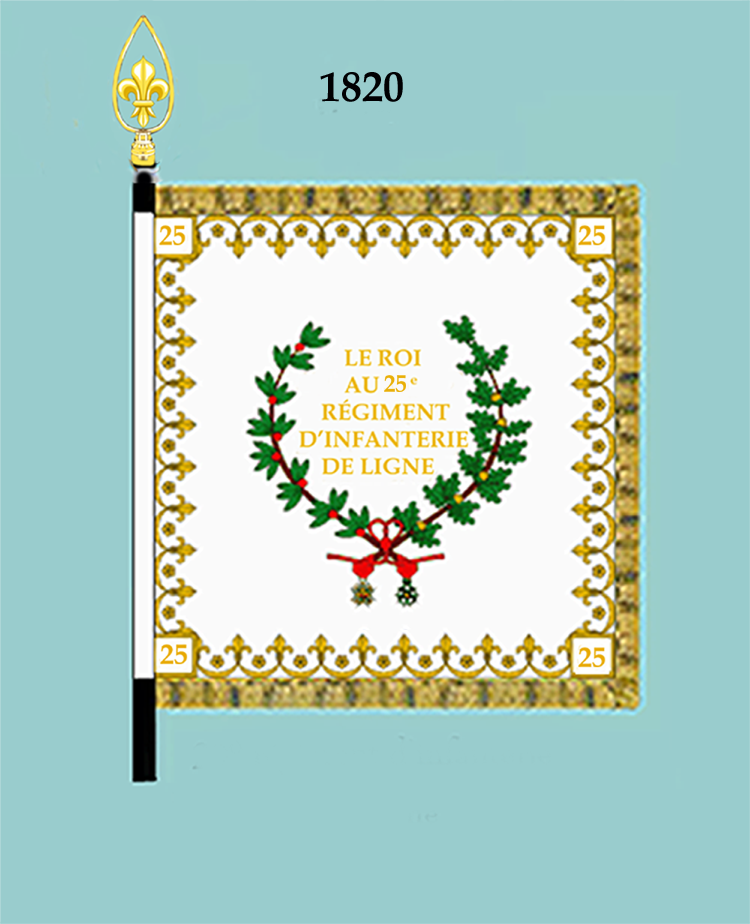
Drapeau modèle 2e Restauration (avers)
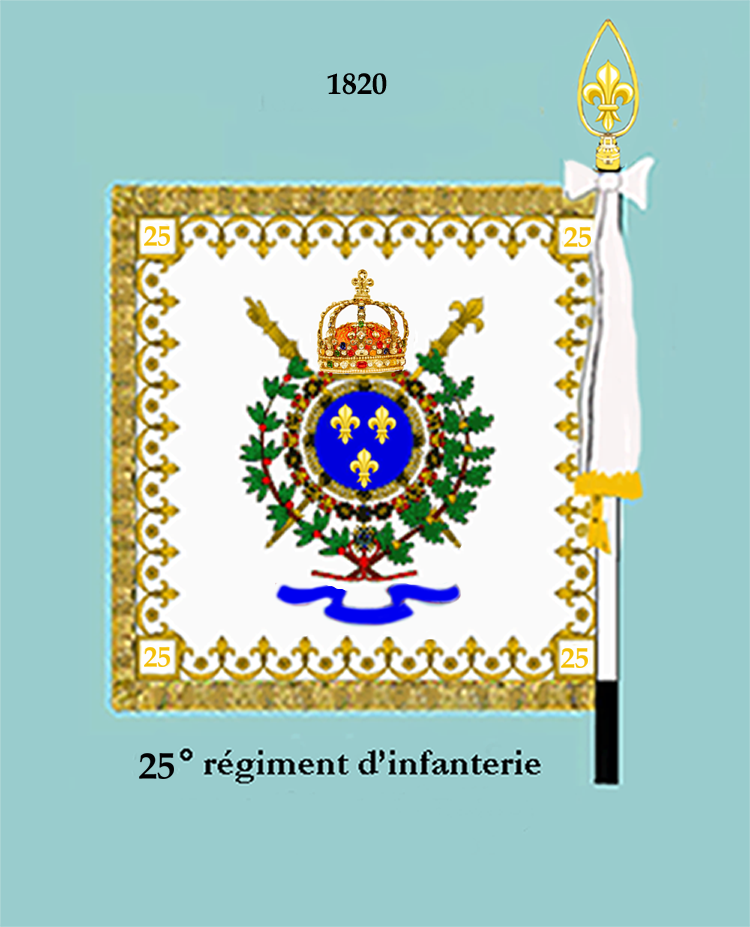
Drapeau modèle 2e Restauration (revers)

- 1823 : Espagne
- 1830 : Une ordonnance du 18 septembre créé le 4e bataillon et porte le régiment, complet, à 3 000 hommes[3].

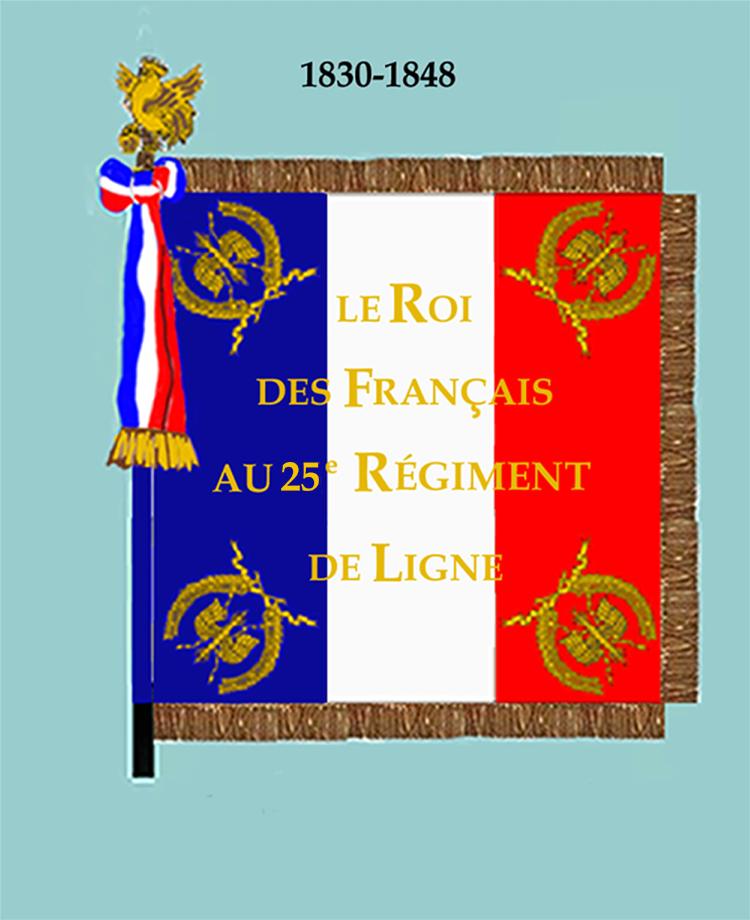
Drapeau de 1830 à 1848 (avers)

- 1832 :

En juin 1832, il participe à la répression de l'insurrection républicaine à Paris
- - en novembre service de la place de Lens (Journal des débats, 8.11.1832, p. 3, 2e col., 1re moitié)
  - Belgique

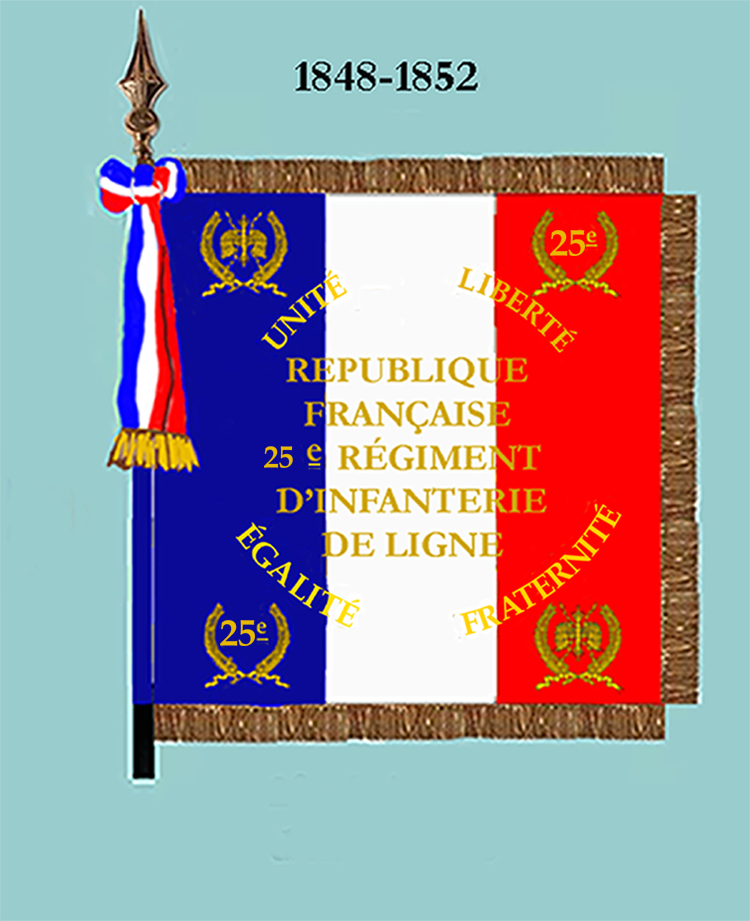
Drapeau de 1848 à 1852 (avers)
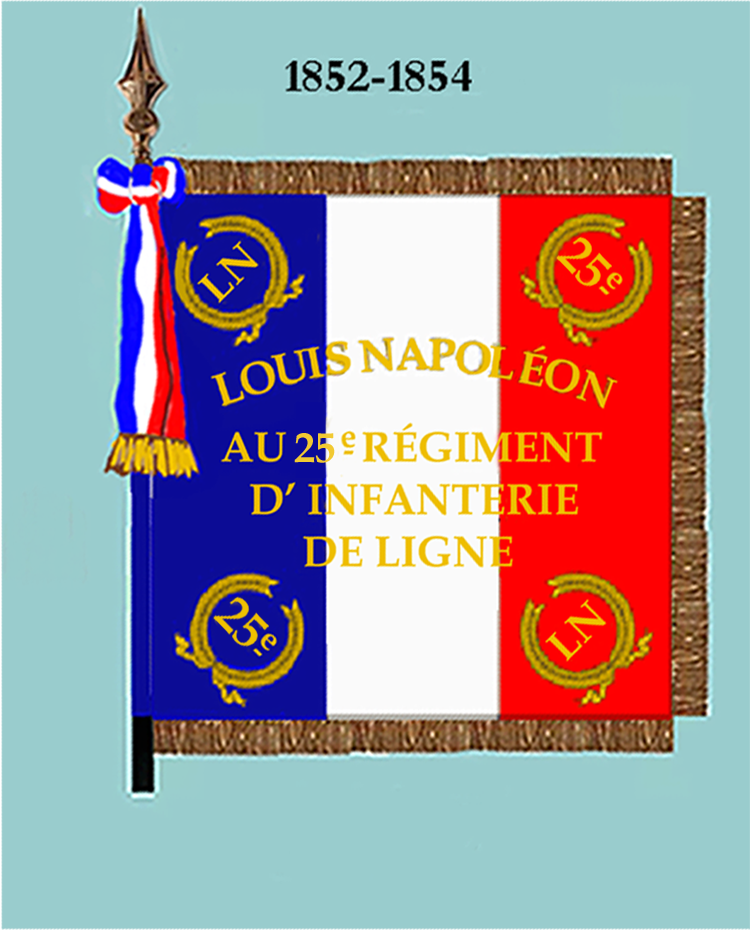
Drapeau de 1852 à 1854 (avers)

### Second Empire
- 1852-1861 : Italie

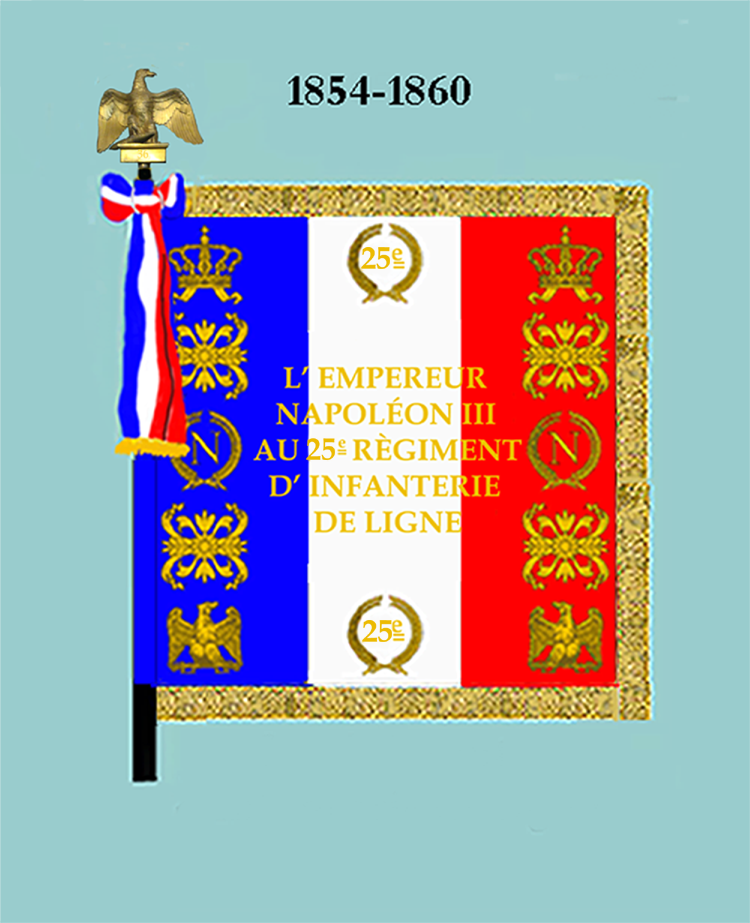
Drapeau de 1854 à 1860 (avers)

- 1863 : Perpignan

#### Guerre de 1870-1871
- Guerre de 1870-1871

- Le 16 août 1870, le 4e bataillon, formé, pour la plupart, de nouveaux arrivants, quitte le dépôt pour créer le 7e régiment de marche, qui deviendra en septembre le 107e régiment d'infanterie qui formera la 2e brigade de la 1re division du 13e corps d'armée[4] et participe à la première bataille de Châtillon le 19 septembre.
  - 7 octobre : Bataille de Bellevue
- Le 17 novembre 1870 eut lieu le combat de Torçay où fut engagée[réf. nécessaire] une compagnie de marche du 25e RI qui composait le 36e régiment de marche.
- Le 6 janvier 1871, la compagnie de marche du 25e RI qui composait le 36e régiment de marche est engagée dans l'affaire du Gué-du-Loir[réf. nécessaire].

### De 1871 à 1914
- 1873 : Cherbourg (garnison)
- 1881-1886 : Campagne de Tunisie

Lors de la réorganisation des corps d'infanterie de 1887, le régiment fourni un bataillon pour former le 162e régiment d'infanterie

### Première Guerre mondiale
Rattachement : 39e brigade, 20e division d'infanterie, 10e corps d'armée d'août 1914 à novembre 1918

#### 1914
- 24 août 1914 : Bataille de Charleroi
- 29 août 1914 : Bataille de Guise
- 5 au 12 septembre 1914 : Bataille de la Marne

#### 1915
- 1915 : Bataille d'Artois

#### 1916
- 30 novembre 1916 – 2 janvier 1917 : Mouvement vers le front et occupation d’un secteur vers le sud de Pressoire et la voie ferrée d’Amiens à Chaulnes. Le régiment remplace fin novembre, dans le secteur des bois de Chaulnes (Somme), des éléments de la 26e division d'infanterie. Jusqu’en janvier, avec de l’eau et de la boue, quelquefois jusqu’au ventre, les hommes résistent aux entreprises de l’ennemi et créent une organisation puissante.

#### 1917
- 2 janvier – 7 février 1917 : Retrait du front et mouvement vers Ailly-sur-Noye, puis, à partir du 10 janvier, vers Crèvecœur-le-Grand ; instruction au camp. Relevé le 1er janvier 1917, le régiment se rend à Hardivillier et Le Crocq, grandes manœuvres de la division sur le camp de Crèvecœur.
- 7 février – 21 mars 1917 : Occupation vers Beuvraignes et le sud d’Armancourt, réduit à gauche, le 27 février, jusque vers Popincourt. À partir du 17 mars, poursuite de l’ennemi (repli allemand). En ligne entre Popincourt et Tilloloy (15 février- 20 mars), il commence à équiper offensivement ces secteurs des plus tranquilles, mais l’ennemi, prévenu de la future attaque, cède à la pression des Alliés et se retire vers la position Hindenburg.
- 21 mars – 24 avril 1917 : Retrait du front ; mouvement, par Breteuil et Meaux, vers Athis, puis vers le front. Le régiment se porte vers Saint-Quentin, par Ercheu, Meulle-Villette, à travers le terrain bouleversé. le 10e corps d'armée est relevé et le 25e régiment d'infanterie revient sur Roye, puis, par étapes successives jusqu’au 23 avril, se rend en Champagne où l’offensive est commencée depuis le 16 avril.

- 24 avril – 25 mai 1917 : Occupation d’un secteur vers le mont Cornillet et la ferme des Marquises. Le 30 avril, attaque sur le mont Cornillet, puis progression dans le bois de la Grille Massif de Moronvilliers  (Bataille des monts de Champagne). Le 25 et le 27 avril 1917, le régiment relève le 27e régiment d'infanterie dans le secteur de Prosnes Secteur de : Moronvilliers, en liaison à droite avec la 19e division d'infanterie (secteur du mont Cornillet). L’attaque générale des monts par la 4e armée est fixée au 30 avril à 12 h 40. Le 2e bataillon, ayant la 3e compagnie en soutien, se porte vers la cote 142, mais sa progression est bientôt ralentie. L’ennemi résiste sur ses positions. Le tir de ses mitrailleuses sous casemates bétonnées est des plus meurtriers ; la 6e compagnie et un peloton de la 3e réussissent toutefois à pénétrer dans la tranchée Leopoldshohe, objectif de l’attaque, mais, décimés, ils ne peuvent s’y maintenir. Toute la journée, le bataillon tout entier résiste héroïquement, pour conserver la légère avance réalisée et pour appuyer l’action débordante du régiment de gauche, le 2e régiment d'infanterie. Le 30 avril : progression dans les boyaux de l’Oder et de Darmstadt, s’arrête à la tranchée de Leopoldshöhe. Le 4 mai, en liaison avec la 19e division qui tente d’enlever la position du mont Cornillet, Les Allemands, retranchés dans leur ouvrage bétonné, opposent une vigoureuse résistance. Malgré leur allant remarquable, les assaillants ne peuvent s’emparer de l’ouvrage, mais se maintiennent à la corne sud-ouest. Le régiment reste sur ses positions si chèrement acquises. Pendant deux semaines, sous des bombardements terribles, il prépare une nouvelle attaque et fait les reconnaissances nécessaires. Le 20 mai, le peloton de 37, une section de mitrailleuses et une section d’infanterie appuient efficacement la prise du mont Cornillet par le 1er Zouaves. Placés sur la pente de la côte 142, ils empêchent toutes contre-attaques allemandes sur les flancs des troupes d’Afrique. Le 21 mai à 4 heures, le régiment reprend l’attaque avec deux bataillons accolés (le 1er et le 3e) en première ligne. Malgré le tir formidable de notre artillerie, la ligne allemande, hérissée de mitrailleuses à contre-pente, ne peut être abordée. Dès le début de l’attaque, tous les officiers presque, tombent. La 2e compagnie, extrême droite de la division, prise de flanc, est contrainte de s’arrêter et entraîne l’arrêt de la 1re compagnie à sa gauche. La 9e et la 10e compagnie réussissent à s’engager dans la tranchée Leopoldshohe, mais trop isolées, ne peuvent s’y maintenir.

- 25 mai – 15 juin 1917 : Retrait du front ; repos à l’ouest de Châlons-sur-Marne. Après s’être reformé puis reposé pendant trois semaines à Thilic et Saint-Pierre-aux-Oies, près de Châlons, le 25e régiment d'infanterie part pour Verdun, où il cantonna le 15 juin 1917. La division était mise à la disposition du 15e corps d’armée pour exécuter les travaux préparatoires à l’attaque du 20 août.

- 15 juin – 14 juillet 1917 : Transport par camions dans la région de Verdun ; travaux.

- 14 juillet – 8 août 1917 : Occupation d’un secteur vers la côte du Poivre et Louvemont : préparatifs d’offensive.

- 8 – 29 août 1917 : Retrait du front ; repos et instruction dans la région de Verdun. Le 20 août, éléments engagés dans la deuxième bataille offensive de Verdun, vers la cote 344. Jusqu’à cette date, les bataillons perfectionnent les communications du secteur de la côte du Poivre, construisent des abris. Ils font preuve, comme partout, de bon moral et d’esprit de discipline dans l’accomplissement de ces travaux longs et pénibles et très souvent périlleux. Le 20 août, les compagnies de mitrailleuses, placées dans les anciennes premières lignes sur la pente nord de la côte du Poivre exécutent des tirs indirects pendant la progression des vagues d’assaut des 123e et 126e divisions d'infanterie.

- Du 29 août au 20 octobre 1917 : occupation d’un secteur vers Samogneux et la côte de Talou, le régiment repoussent, les 9 septembre, 2 et 6 octobre, les attaques allemandes. Le 25 août, le régiment se rend dans la région de Chaumont-sur-Aire. Revenu à Verdun le 4 septembre, il alterne jusqu’au 19 octobre avec le 47e régiment d'infanterie, dans les sous-secteurs de Tacel et de Weimar, entre Samogneux et la cote 344. Les attaques allemandes des 9 septembre, 5 et 6 octobre échouent.

- Du 20 octobre au 6 novembre 1917 : retrait du front et repos vers Vanault-les-Dames.

- Du 6 novembre 1917 au 3 mars 1918 : Transport dans la région de Verdun, puis occupation d’un secteur vers les Eparges et Haudiomont. Après un repos bien gagné, pris dans la zone Bassuer-Bassu (Champagne), le régiment est transporté à Sommedieue. Du 11 au 16 novembre, il travaille à l’entretien des routes. Le 17 novembre, il monte aux Eparges, secteur fameux, illustré par les combats terribles livrés en 1915. Les crêtes de Combres et Montgirmont sont bouleversées par les mines et les torpilles. La nuit venue, les entonnoirs énormes qui séparent les lignes dans le secteur appelé « Cratère », les gabionnades de la plaine de la Woëvre, les buissons qui bordent le Longeau sont fouillés par d’audacieuses patrouilles qui tendent des embuscades.

Le 10 décembre, un nouveau camouflet est accompagné d’un violent bombardement qui cause des pertes sensibles au T.C. du régiment, stationné au camp des Douzains. Un de nos petits postes, accroché à la crête des Combres, met en fuite le 17 janvier 1918 une forte patrouille ennemie qui voulait l’enlever. Pendant près de quatre mois, dans ce secteur pénible, 25e et 2e régiments d'infanterie alternent ainsi par période de 10 jours, luttant énergiquement contre l’ennemi, l’eau, la neige, la terre qui croule, le froid qui dépasse parfois −20 °C. Enfin, le 28 février, la 33e division d'infanterie relève la 20e division d'infanterie, qui se porte à Verdun.

#### 1918
- Du 3 mars au 23 mai 1918 : Retrait du front, mouvement vers Sommedieue ; travaux. À partir du 21 mars, occupation d’un secteur vers Bezonvaux et le bois le Chaume, étendu à gauche, le 26 mars, jusque vers Beaumont. Le 21 mars, la garde du bois des Caurières, (1,2 km au nord-ouest de Bezonvaux. Nord de Verdun. Meuse) que les bombardements perpétuels ont transformé en chaos, est confiée au régiment. Dès l’arrivée, l’artillerie ennemie de tous calibres fait rage, ne laissant aucun répit aux garnisons de première ligne. l'ennemi qui occupe les jumelles d'Ornes, bombarde sporadiquement le village de Bezonvaux.

Le 2 avril à 20 heures, sous un feu violent, l’ennemi attaque brusquement la 2e compagnie. Le corps à corps s’engage, combat disproportionné où les plus braves succombent. Une heure plus tard, la compagnie rétablit elle-même sa ligne. Elle perd la moitié de son effectif en trois jours de bombardements et de combat.
Le 17 avril, combat au bois des Caurières. Le 17, l’ennemi exécute une violente concentration par obus toxiques sur nos batteries de barrage. Aussitôt, toutes les dispositions sont prises : les artilleurs sont à leurs pièces, les éléments de surveillance sont repliés et, à 20 heures, lorsque l’attaque se déclenche, accompagnée d’un feu d’artillerie formidable, les groupes d’assaut allemands se heurtent à notre barrage raccourci et à nos feux d’infanterie. Le temps de demander l’allongement du barrage et la contre-attaque, menée avec une vigueur inouïe par les lieutenants Bourget, Chatillon et Caubrière, les refoule en désordre, creusant dans leurs rangs des vides sanglants.
À la fin de cette brillante action, le 1er bataillon comptait au tableau : 2 officiers, 34 morts, 23 blessés et prisonniers, plusieurs mitrailleuses et 2 lance-flammes.
La 1re compagnie est citée à l’ordre pour sa vaillante conduite :
« … Le 17 avril 1918, au bois des Caurières, a exécuté avec un remarquable brio, une parade habile et efficace, à un fort coup de main que l’ennemi avait plusieurs fois auparavant réussi sur le même point. Après l’avoir arrêté net sur la ligne de résistance, entraînée magnifiquement par son jeune et vaillant chef, le lieutenant Bourget, s’est élancée énergiquement et avec un admirable à-propos à la contre-attaque ; a intégralement rétabli sa position en quelques minutes, en infligeant aux Allemands des pertes sévères en tués et prisonniers, dont plusieurs officiers, et capturant un nombreux matériel. »
À ces coups de main violents, les Allemands ajoutent dans les nuits du 13 et du 18 avril, des attaques soudaines par projectors. Deux de nos officiers et de nombreux hommes meurent sous l’effet des puissants toxiques (oxychlorure de carbone).
Tous les six jours, malgré les difficultés, les bataillons se relèvent dans ce secteur infernal où ne pousse pas un seul brin d’herbe. Pas de boyau dans ce coin sinistre, pour conduire à la position de première ligne, une piste unique longe le fond d’un ravin, baptisé par un poilu d’un nom étrange et poignant "la pédale".

### Entre-deux-guerres
Il est dissous le 1er janvier 1924.

### Seconde Guerre mondiale

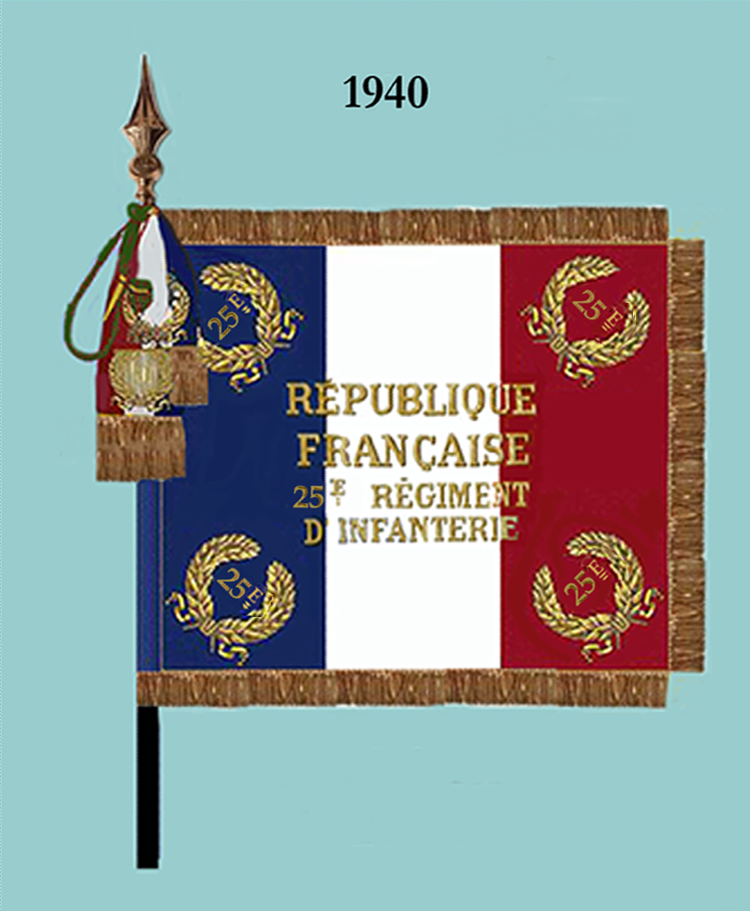
Drapeau à partir de 1921 (avers)
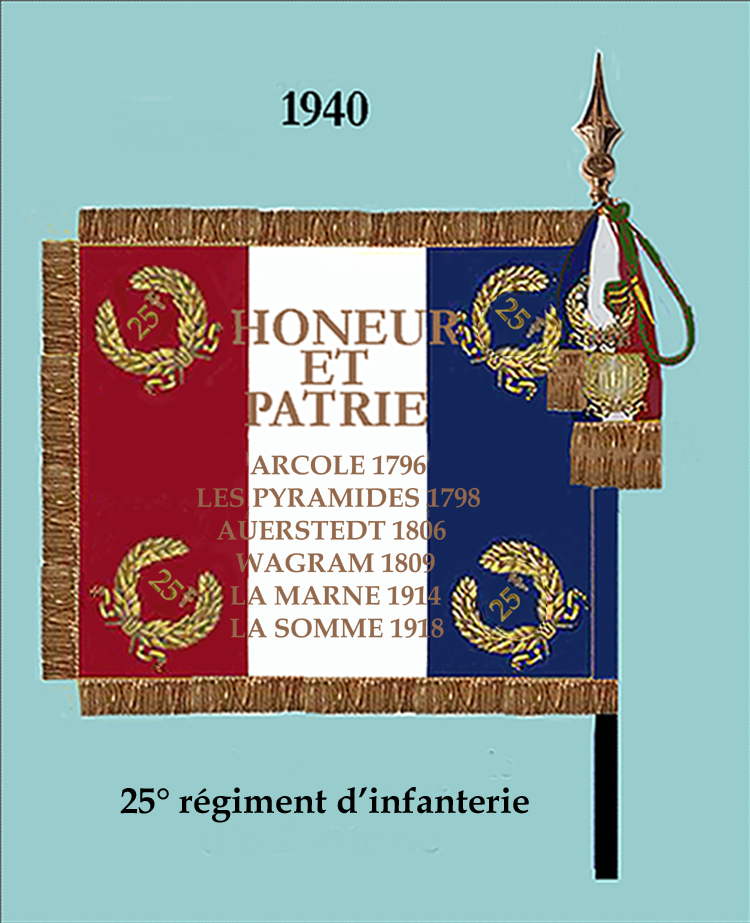
Drapeau à partir de 1921 (revers)

Formé le 1er juin 1940 issu du Groupement d'Unités d'Instruction no 18 (21e bataillon des 14e, 18e et 57e RI)
Il est formé de trois bataillons avec le 14e CDAC (Compagnie Divisionnaire AntiChar), réserve A, RI, type NE, formé à partir de bataillons d'instructions. Il est rattaché à la 238e division légère d'infanterie

## Drapeau
Il porte, cousues en lettres d'or dans ses plis, les inscriptions suivantes :
- Arcole 1796
- Les Pyramides 1798
- Auerstadt 1806
- Wagram 1809
- La Marne 1914
- La Somme 1916

## Décorations
Sa cravate est décorée de la Croix de guerre 1914-1918 avec 1 palme ..

## Chant du régiment
- Refrain.

« Encore un biffin de tombé dans le pétrin. »

## Personnalités ayant servi au régiment
- Hippolyte Abraham-Dubois (1794-1863), Député de la Manche, Sous-Lieutenant au 25e de ligne en 1813/14
- Hubert Callier (1764-1819), baron de Saint Apollin, sous-lieutenant au 25e de ligne en 1793 ;
- Dupetit-Thouars (1793-1864), héros d'Aboukir, a débuté dans ce régiment ;
- Rémy Grillot (1766-1813), général français ;
- Lucien Gumpel (1880-1915), auteur dramatique, y fait son service militaire en 1901-1902 ;
- Ignace Hoff (1836-1902), héros du siège de Paris ;
- Édouard Laurent (1896-1972), résistant et général français, Compagnon de la Libération.
- Charles Lowenski Fisson Jaubert d'Aubry de Puymorin (1832-1910)